# 阿夫倫 (瓦爾納州)
阿夫倫，是保加利亞東北部瓦爾納州阿夫倫市鎮的村庄及行政中心，面積58平方公里，海拔高度404米，2015年人口783，人口密度每平方公里13.5人。